# OGLE-TR-56 b
OGLE-TR-56b è un pianeta extrasolare situato a circa 1500 parsec di distanza nella costellazione del Sagittario, in orbita attorno a OGLE-TR-56, una stella di classe G un po' più massiccia e grande del Sole. Questo pianeta è stato il primo esopianeta conosciuto ad essere scoperto con il metodo del transito. L'oggetto è stato scoperto dal progetto OGLE, annunciato il 5 luglio 2002 e confermato il 4 gennaio 2003 con il metodo della velocità radiale. Il tempo di rivoluzione di questo pianeta confermato è stato il più breve fino alla scoperta confermata di WASP-12 b il 1º aprile 2008. Il breve tempo di rivoluzione e la vicinanza di OGLE-TR-56 b alla stella madre fanno sì che esso appartenga a una classe di oggetti noti come gioviani caldi. Il pianeta infatti si trova a soli 4 raggi stellari dalla sua stella e si pensa che sia abbastanza caldo da avere una pioggia di ferro.